# Múte Bourup Egede
Múte Inequnaaluk Bourup Egede (udtales [ˈmut͡sːi inɜquˈnaːluk ˈbou̯ʁɔb ˈeːəðə]; født den 11. marts 1987 i Nuuk, Grønland) er en grønlandsk politiker, der fra 2021 til 2025 var Grønlands landsstyreformand. Han har været medlem af Inatsisartut siden 2015 og siden 2018 har han været formand for Inuit Ataqatigiit.

## Liv og karriere
Egede blev født i Nuuk men voksede op i Narsaq i det sydlige Grønland. Han gik på gymnasiet i Qaqortoq før han i 2007 begyndte at studere Kultur- og Samfundshistorie ved Grønlands Universitet. Mellem 2011 til 2012 var han næstformand for KISAQ, Grønlands akademiske studenterforening. Han færdiggjorde ikke sin uddannelse, da han i 2013 droppede ud for at overtage den familieejede foderstofvirksomhed, hans far drev.
Han var i 2007 medlem af Grønlands ungdomsparlament, Inuusuttut Inatsisartui, og fra 2013 til 2015 var han formand for Inuusuttut Ataqatigiit, Inuit Ataqatigiits ungdomsparti. Han har derudover siden 2013 været hovedbestyrelsesmedlem for Inuit Ataqatigiit.
Ved Folketingsvalget i 2015 var Egede opstillet for Inuit Ataqatigiit. Han modtog 2.131 stemmer, hvilket ikke var nok til en plads i Folketinget.
Fra 2016 til 2018 tjente Egede som Naalakkersuisoq (selvstyreminister) for Råstoffer, hvor han derudover samtidig, i tre måneder i 2017, var fungerende Naalakkersuisoq for Kommuner, Bygder, Yderdistrikter, Infrastruktur og Boliger.
Den 1. december 2018 blev han valgt som formand for Inuit Ataqatigiit, og efterfulgte dermed Sara Olsvig på formandsposten. Han ledte partiet op mod Landstingsvalget i 2021, hvor IA med 36,6% af stemmerne blev valgets største. Egede blev med 3.380 personlige stemmer valgets største stemmesluger, og modtog mere end 1.500 personlige stemmer flere end den siddende landsstyreformand Kim Kielsen fra partiet Siumut.

## Politik og ideologi
Egede er formand for Inuit Ataqatigiit, der beskrives som værende socialistisk. Ligesom partiet går Egede ind for grønlandsk uafhængighed.

## Privat
Sammen med sin tidligere samlever, Tina Chemnitz, har Egede en datter og en søn.